# Irina Timofejewna Kruglikowa
Irina Timofejewna Kruglikowa (russisch Ирина Тимофеевна Кругликова; * 7. Novemberjul. / 20. November 1917greg. in Moskau; † 16. Juli 2008 ebenda) war eine sowjetisch-russische Althistorikerin, Prähistorikerin und Hochschullehrerin.

## Leben
Nach dem Schulbesuch begann Kruglikowa 1935 das Studium an der Universität Moskau (MGU) in der Fakultät für Geschichtswissenschaft (IstFak). Sie spezialisierte sich auf die Geschichte des alten Roms am Lehrstuhl für Alte Geschichte, an dem Wladimir Sergejewitsch Sergejew, Nikolai Alexandrowitsch Maschkin, Alexander Wassiljewitsch Mischulin und Anatoli Georgijewitsch Bokschtschanin lehrten. Nach dem Studienabschluss 1940 unterrichtete sie an der Mittelschule in Sagorjanski bei Schtscholkowo.
1941 begann Kruglikowa die Fernaspirantur an der IstFak der MGU bei Nikolai Alexandrowitsch Maschkin. Als nach Beginn des Deutsch-Sowjetischen Kriegs die MGU nach Zentralasien evakuiert wurde, blieb Kruglikowa in Moskau und setzte ihre Aspirantur am Moskauer Städtischen Pädagogischen Institut bei Wladimir Nikolajewitsch Djakow fort. 1944 verteidigte sie mit Erfolg ihre Kandidat-Dissertation über Dakien in der Zeit der römischen Besatzung. Darauf lehrte sie am Staatlichen Lehrerinstitut Sagorsk.
Bereits während der Aspirantur nahm Kruglikowa an archäologischen Expeditionen unter der Leitung Wladimir Dmitrijewitsch Blawatskis teil. 1945 wurde sie wissenschaftliche Mitarbeiterin des Instituts für Geschichte der Materiellen Kultur (seit 1957 Institut für Archäologie) der Akademie der Wissenschaften der UdSSR in Moskau. Mit den archäologischen Expeditionen kam sie auf die Taman-Halbinsel, auf die Krim und nach Albanien zu der Ausgrabung in Apollonia. Ab 1950 leitete sie die archäologische Ost-Krim-Expedition und führte Ausgrabungen im Bosporanischen Reich durch. Sie leitete die Ausgrabungen in der Ruinenstadt Gorgippa im heutigen Anapa (1960–1972). Während der Sowjetisch-Afghanischen Expedition (1969–1977) wurde Dilbarjin entdeckt und ausgegraben, das ein bedeutendes Zentrum in Baktrien während der hellenistischen und Kuschana-Zeit war, sowie auch Dschagat-Tepe und Yemschi Tepe.
Als die Chefredakteurin der Zeitschrift KSIA des Instituts für Archäologie 1968 starb, wurde Kruglikowa ihre Nachfolgerin (bis 1993, Nachfolger Walentin Wassiljewitsch Sedow).
1974 verteidigte Kruglikowa mit Erfolg ihre Doktor-Dissertation über die Landwirtschaft im Bosporanischen Reich. Darauf leitete sie bis 1979 den Sektor für Antike Archäologie des Instituts für Archäologie. Sie leitete die Ausgrabungsexpedition in Chersones (1974–1980). Ein weiterer Forschungsschwerpunkt war die Urgeschichte Sibiriens und Zentralasiens, wie ihre vielen Veröffentlichungen dazu zeigen.
Neben ihrer Forschungstätigkeit lehrte Kruglikowa an der IstFak der MGU. Sie hielt eine Spezialvorlesung über Antike Archäologie und betreute Kandidat-Dissertationen.